# Bech

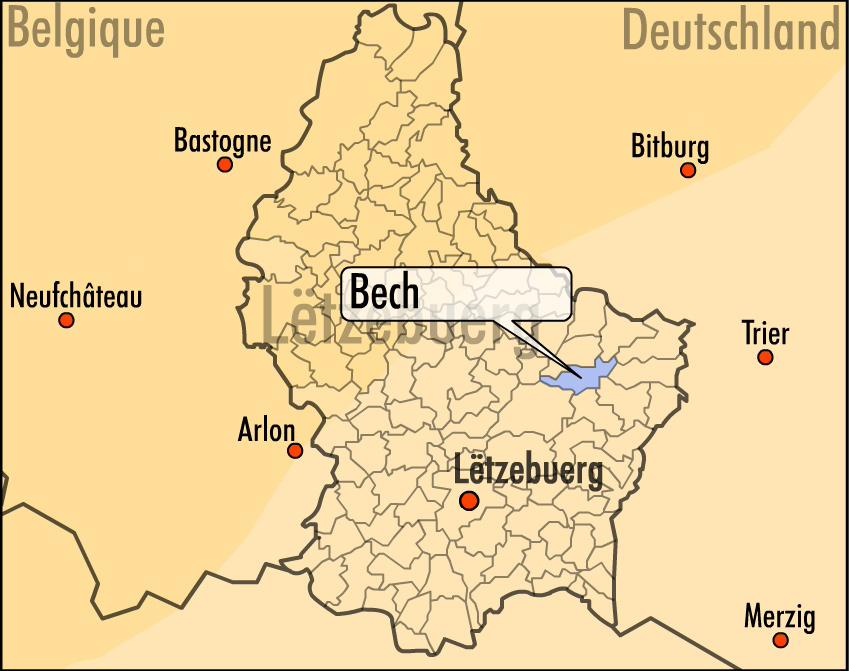
Bech.

Bech é uma comuna do Luxemburgo, pertence ao distrito de Grevenmacher e ao cantão de Echternach.

## Demografia
Dados do censo de 15 de fevereiro de 2001:
- população total: 946
  - homens: 480
  - mulheres: 466
- densidade: 40,58 hab./km²
- distribuição por nacionalidade:

| Nacionalidade  | População | %      |
| -------------- | --------- | ------ |
| luxemburgueses | 734       | 77,59% |
| estrangeiros   | 212       | 22,41% |
| - portugueses  | 34        | 3,59%  |
| - franceses    | 25        | 2,64%  |
| - italianos    | 15        | 1,59%  |
| - belgas       | 35        | 3,70%  |
| - alemães      | 32        | 3,38%  |
| - iuguslavos   | 22        | 2,33%  |
| - outros       | 49        | 5,18%  |

- Crescimento populacional:

| Ano        | População |
| ---------- | --------- |
| 15/02/2001 | 946       |
| 01/01/2002 | 943       |
| 01/01/2003 | 917       |
| 01/01/2004 | 935       |
| 01/01/2005 | 951       |